# Alfred Douglas-Hamilton, 13. Duke of Hamilton
Alfred Douglas-Hamilton, 13. Duke of Hamilton (* 6. März 1862 in Shanklin, Isle of Wight; † 16. März 1940 in Dorset) war ein schottisch-britischer Peer.

## Leben
Alfred Hamilton war der einzige Sohn des Charles Henry Hamilton (1808–1873) aus dessen zweiter Ehe mit Elizabeth Anne Hill (1828–1867).
Alfred diente als Offizier in der Royal Navy und beeindruckte seine Kameraden dadurch, dass er ohne Taucherausrüstung unter den Kielen der Schlachtschiffe, auf denen er diente, auf die andere Seite durchtauchen konnte. Er stieg bis in den Rang eines Lieutenant auf und schied 1888 aus dem Militärdienst aus. 1890 war er durch eine Krankheit zeitweilig gelähmt, was Ehepläne mit der einzigen Tochter seines Cousins vierten Grades William Hamilton, 12. Duke of Hamilton zunichtemachte. 1895 hatte er sich von der Krankheit erholt und beerbte jenen 12. Duke of Hamilton, der immense Schulden hinterließ, als 13. Duke of Hamilton, 10. Duke of Brandon, 10. Marquess of Douglas, 13. Marquess of Clydesdale, 20. Earl of Angus, 12. Earl of Lanark, 13. Earl of Arran and Cambridge, 9. Earl of Selkirk, 10. Lord Abernerthy and Jedburgh Forest, 12. Lord Machanshire and Polmont, 13. Lord Aven and Innerdale, 9. Lord Daer and Shortcleugh und 10. Baron Dutton.
Den Hauptsitz der Familie, Hamilton Palace, stellte Alfred im Ersten Weltkrieg als Lazarett zur Verfügung. Durch darunter verlaufende Kohlestollen der Familie war das Schloss aber so sehr beschädigt, dass es 1921 abgerissen werden musste. Der Duke wählte daraufhin Dungavel House als Familiensitz. Ehrenhalber erhielt Alfred jeweils den Dienstgrad eines Honorary Lieutenant-Colonel des 4th Battalion, Highland Light Infantry und des 6th Battalion, Scottish Rifles der British Army.
Der Duke war seit 1901 verheiratet mit Nina Poore (1878–1951), Tochter Robert Poore, mit der er sieben Kinder hatte:
- Douglas Douglas-Hamilton, 14. Duke of Hamilton (1903–1973), ⚭ 1937 Lady Elizabeth Ivy Percy (1916–2008), Tochter des Alan Percy, 8. Duke of Northumberland;
- Jane Douglas-Hamilton (* 1904), ⚭ (1) 1927–1946 Chris Mackintosh, ⚭ (2) 1947 Leo Zinovieff, ⚭ (3) 1972 Vivian Norton Bell;
- George Nigel Douglas-Hamilton, 10. Earl of Selkirk (1906–1994);
- Margaret Douglas-Hamilton (* 1907), ⚭ 1930 James Drummond-Hay;
- Malcolm Avondale Douglas-Hamilton (1909–1964), ⚭ 1931 Clodagh Pamela Bowes-Lyon, eine Cousine 2. Grades der ehemaligen Königin Elizabeth;
- David Douglas-Hamilton (1912–1944), gefallen;
- Mairi Nina Douglas-Hamilton (1914–1927).